# Hippopsicon rusticum
Hippopsicon rusticum är en skalbaggsart som beskrevs av Gerstaecker 1871. Hippopsicon rusticum ingår i släktet Hippopsicon och familjen långhorningar. Inga underarter finns listade i Catalogue of Life.